# Sozialdemokratische Jugend Litauens
Die Sozialdemokratische Jugend Litauens (lit. Lietuvos socialdemokratinio jaunimo sąjunga) ist eine Jugendorganisation  und  ein eigenständiger litauischer Kinder- und Jugendverband der Lietuvos socialdemokratų partija. Die Mitglieder sind die Kinder und Jugendlichen von 14 bis 35 Jahren. LSDJS besteht seit 1904.

## Leitung

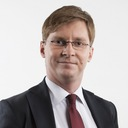
Juras Požela, LSDJS-Leiter (2011–2013), Gesundheitsminister und Seimas-Mitglied
(bis † 2016)

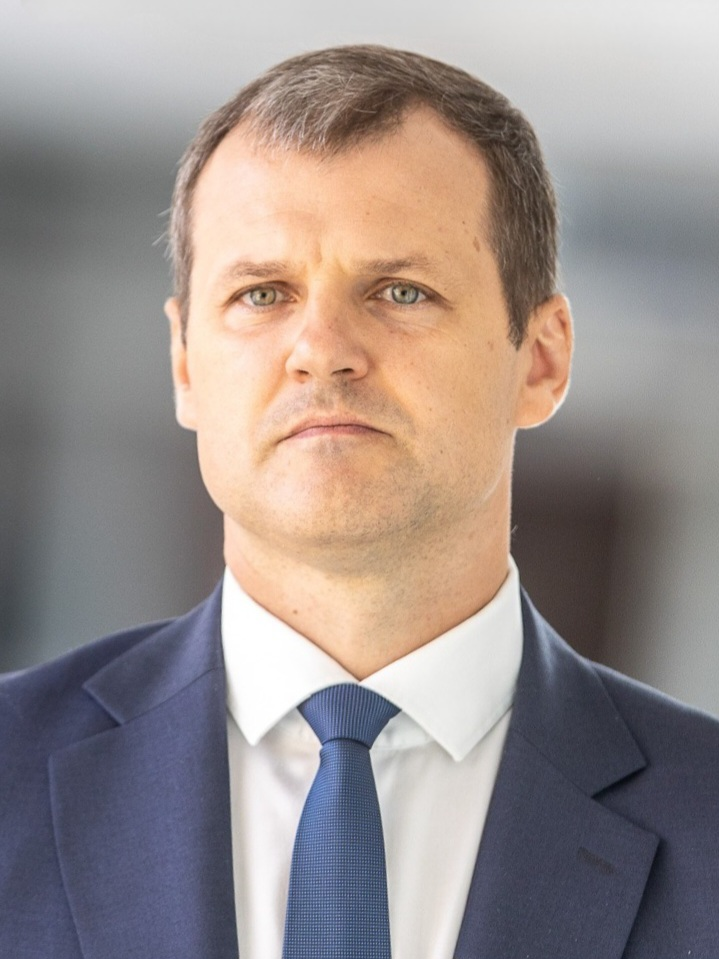
Gintautas Paluckas, erster stellvertretender Leiter der LSDP, Kandidat zum Premierminister Litauens

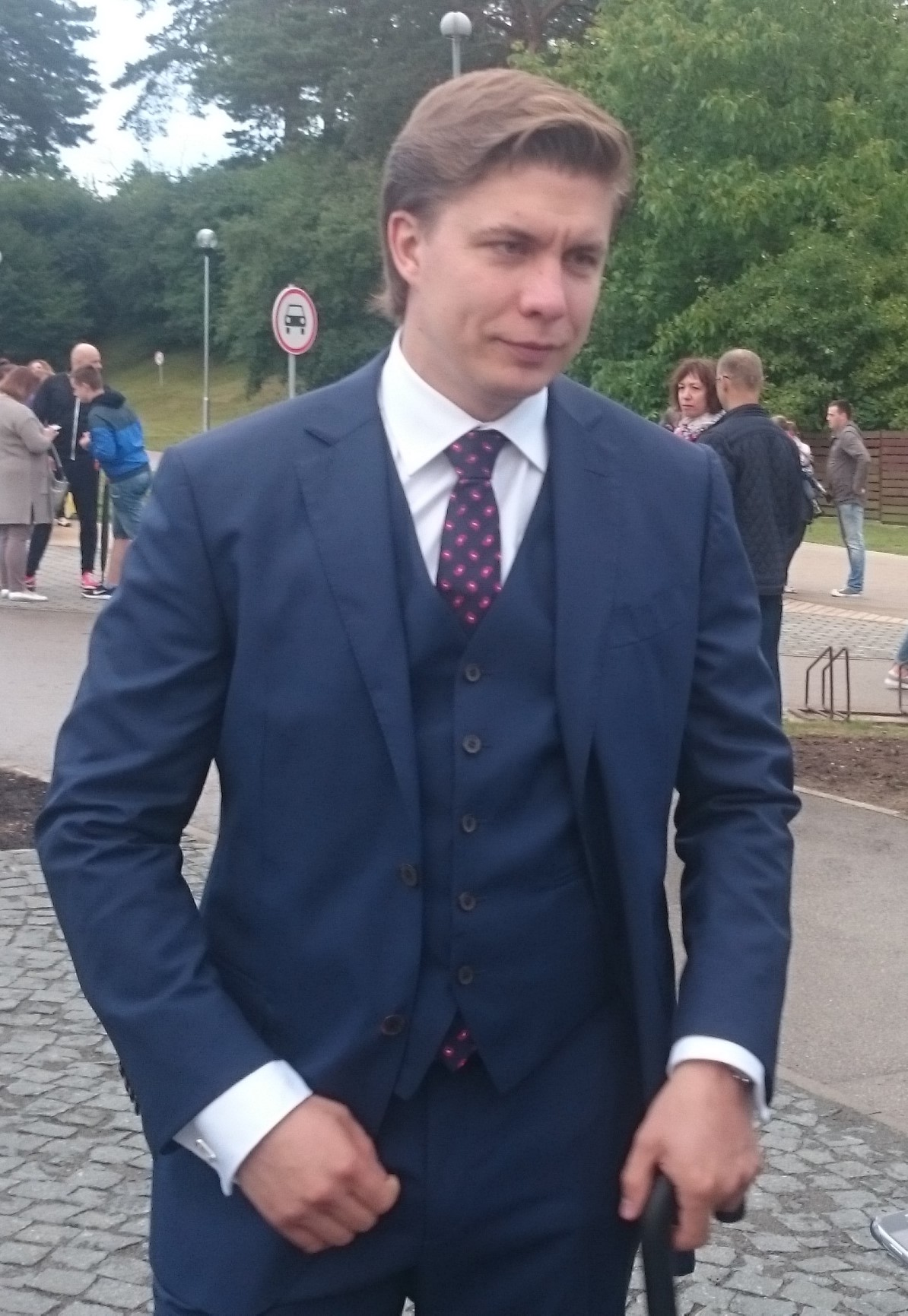
Mindaugas Sinkevičius, litauischer Wirtschaftsminister (2016–2017)

Die Sozialdemokratische Jugend Litauens leitet ein Vorsitzender. Er wird für eine Amtszeit von zwei Jahren gleichzeitig mit einem neuen Vorstand gewählt.
- 1989: Jūrius Bruklys (* 1963)
- 1991: Vytautas Juodagalvis (* 1961)
- 1993: Rolandas Zuoza (* 1968)
- 1999: Kęstutis Kriščiūnas
- 2001: Linas Jonauskas (* 1979)
- 2002: Vaidas Gailys
- 2003: Linas Jonauskas
- 2009: Andrius Mikšta
- 2011: Juras Požela (1982–2016)
- 2013: Ramūnas Burokas (* 1985)[1]

## Bekannte Mitglieder
- Gintautas Paluckas (* 1979), Seimas-Mitglied (2020–), Vizebürgermeister von Vilnius (2015–2019), LSDP-Leiter (2017–2021)
- Juras Požela (1982–2016), Seimas-Mitglied (2012–2016) und Gesundheitsminister (2016)
- Orinta Leiputė (* 1973), Seimas-Mitglied (2012–2016, 2020–), Vizebürgermeisterin von Kaunas (2012)
- Domas Griškevičius (* 1985), Seimas-Mitglied (2020–2024), Vizebürgermeister von Šiauliai (2015–2020)
- Modesta Petrauskaitė (* 1987),   Mitglied des Seimas (2024-), LSDJS-Vizepräsidentin
- Karolis Podolskis (* 1985), Mitglied des Seimas (2024-)
- Darius Razmislevičius (* 1980), Mitglied des Seimas (2024-)
- Mindaugas Sinkevičius (* 1984), Wirtschaftsminister (2016–2017), Bürgermeister von Jonava (2011–2016, 2019–2024)
- Julius Pagojus (* 1987),  Justiz-Vizeminister (2014–2016) und  ernannter Justizminister (2016)
- Ramūnas Burokas (* 1985), Wirtschaft-Vizeminister  (2017)
- Justas Pankauskas (* 1983), Innen-Vizeminister (2016–2018)
- Darius Skusevičius (* 1983),  Außen-Vizeminister (2017–2020)
- Linas Jonauskas (* 1979), Umwelt-Vizeminister (2012–2016)
- Nerijus Cesiulis (* 1981), Bürgermeister von Alytus (2019–)
- Povilas Isoda (* 1988), Bürgermeister von Marijampolė (2019–)
- Justas Rasikas (* 1983), Bürgermeister von Ignalina (2019–2023)
- Robert Duchniewicz (* 1991), Bürgermeister der Rajongemeinde Vilnius (2023–)